# Leila Cordeiro
Leila Cordeiro (Salvador, 5 dicembre 1956) è una giornalista brasiliana.

## Biografia
Nata a Bahia, ha iniziato la sua carriera nella TV Aratu, in Salvador, nel 1974. È passata a TV Globo nel 1977, lavorando come reporter e alla fine del 1986, è subentrata a Leilane Neubarth in Jornal da Globo, insieme al marito, Eliakim Araújo.
Nel maggio 1989, ha assunto la presentazione di Jornal Hoje, insieme a Márcia Peltier, ma l'incarico è stato di breve durata e nel luglio 1989 insieme al marito ha lasciato TV Globo per Rede Manchete, per presentare Jornal da Manchete. Su invito di Silvio Santos, la coppia si è trasferita a San Paolo nel 1993 per far parte del team giornalistico di SBT, dove ha presentato Aqui Agora e Jornal do SBT (quest'ultima in sostituzione di Lilian Witte Fibe, che aveva lasciato la stazione). Quattro anni dopo, nel 1997, Leila Cordeiro ha deciso di trasferirsi negli Stati Uniti col marito, dove ha presentato per tre anni Jornal do SBT/CBS Telenotícias.
Leila Cordeiro scrive sui siti web Conexão América e Direto da Redação.

## Vita privata
Vive nello stato americano della Florida. Dal matrimonio sono nati 4 figli. Nel 2016 è rimasta vedova.

## Opere
- Pedaços de Mim, 1990
- De Mala e Vida na Mão, 1995